# Salvador de Padreiro
Salvador de Padreiro é uma povoação portuguesa do Município de Arcos de Valdevez que foi sede da Freguesia de Salvador de Padreiro ou Freguesia de Padreiro (Salvador), freguesia que tinha 2,06 km² de área e 301 habitantes (2011), e, por isso, uma densidade populacional de 146,1 hab/km².
A Freguesia de Salvador de Padreiro foi extinta em 2013, no âmbito de uma reforma administrativa nacional, tendo sido agregada à freguesia de Santa Cristina de Padreiro, para formar uma nova freguesia denominada União das Freguesias de Padreiro (Salvador e Santa Cristina) da qual é sede.
Em meados do século XIII, por altura das inquirições ordenadas por D. Afonso III, denominava-se Pradeneiro.

## População
| População da freguesia de Padreiro (Salvador) | População da freguesia de Padreiro (Salvador) | População da freguesia de Padreiro (Salvador) | População da freguesia de Padreiro (Salvador) | População da freguesia de Padreiro (Salvador) | População da freguesia de Padreiro (Salvador) | População da freguesia de Padreiro (Salvador) | População da freguesia de Padreiro (Salvador) | População da freguesia de Padreiro (Salvador) | População da freguesia de Padreiro (Salvador) | População da freguesia de Padreiro (Salvador) | População da freguesia de Padreiro (Salvador) | População da freguesia de Padreiro (Salvador) | População da freguesia de Padreiro (Salvador) | População da freguesia de Padreiro (Salvador) |
| --------------------------------------------- | --------------------------------------------- | --------------------------------------------- | --------------------------------------------- | --------------------------------------------- | --------------------------------------------- | --------------------------------------------- | --------------------------------------------- | --------------------------------------------- | --------------------------------------------- | --------------------------------------------- | --------------------------------------------- | --------------------------------------------- | --------------------------------------------- | --------------------------------------------- |
| 1864                                          | 1878                                          | 1890                                          | 1900                                          | 1911                                          | 1920                                          | 1930                                          | 1940                                          | 1950                                          | 1960                                          | 1970                                          | 1981                                          | 1991                                          | 2001                                          | 2011                                          |
| 420                                           | 389                                           | 397                                           | 409                                           | 385                                           | 411                                           | 409                                           | 538                                           | 514                                           | 475                                           | 462                                           | 463                                           | 367                                           | 302                                           | 301                                           |

| Distribuição da População por Grupos Etários | Distribuição da População por Grupos Etários | Distribuição da População por Grupos Etários | Distribuição da População por Grupos Etários | Distribuição da População por Grupos Etários | Distribuição da População por Grupos Etários | Distribuição da População por Grupos Etários | Distribuição da População por Grupos Etários | Distribuição da População por Grupos Etários | Distribuição da População por Grupos Etários |
| -------------------------------------------- | -------------------------------------------- | -------------------------------------------- | -------------------------------------------- | -------------------------------------------- | -------------------------------------------- | -------------------------------------------- | -------------------------------------------- | -------------------------------------------- | -------------------------------------------- |
| Ano                                          | 0-14 Anos                                    | 15-24 Anos                                   | 25-64 Anos                                   | > 65 Anos                                    |                                              | 0-14 Anos                                    | 15-24 Anos                                   | 25-64 Anos                                   | > 65 Anos                                    |
| 2001                                         | 36                                           | 46                                           | 144                                          | 76                                           |                                              | 11,9%                                        | 15,2%                                        | 47,7%                                        | 25,2%                                        |
| 2011                                         | 41                                           | 25                                           | 144                                          | 91                                           |                                              | 13,6%                                        | 8,3%                                         | 47,8%                                        | 30,2%                                        |

## Festas e romarias
- Divino Salvador
- Santo António (10 de Junho)
- São João (24 de Junho)
- Senhora do Rosário (15 de Agosto)